# Districte de Malacky
El districte de Malacky - (eslovac) Okres Malacky - és un dels 79 districtes d'Eslovàquia. Es troba a la regió de Bratislava. Té una superfície de 949,46 km², i el 2013 tenia 69.222 habitants. La capital és Malacky.

## Demografia
| Godina             | 1994   | 2004   | 2014   | 2024    |
| ------------------ | ------ | ------ | ------ | ------- |
| Nombre de persones | 62.625 | 65.840 | 70.043 | 79.982  |
| Diferència         |        | +5,13% | +6,38% | +14,18% |

| Godina             | 2023   | 2024   |
| ------------------ | ------ | ------ |
| Nombre de persones | 79.689 | 79.982 |
| Diferència         |        | +0,36% |

## Llista de municipis

### Ciutats
- Malacky
- Stupava

### Pobles
Borinka | Gajary | Jablonové | Jakubov | Kostolište | Kuchyňa | Láb | Lozorno | Malé Leváre | Marianka | Pernek | Plavecké Podhradie | Plavecký Mikuláš | Plavecký Štvrtok | Rohožník | Sološnica | Studienka | Suchohrad | Veľké Leváre | Vysoká pri Morave | Záhorie | Záhorská Ves | Závod | Zohor
1. 1 2  «Počet obyvateľov podľa pohlavia - obce (ročne) [om7102rr_obce=AREAS_SK]».   Statistical Office of the Slovak Republic, 31-03-2025. [Consulta: 31 març 2025].